# Бигуди (песня)
«Бигуди» — песня, написанная украинским исполнителем Иваном Дорном, в соавторстве с Алексеем Колиоглу. Композиция была выпущена как восьмой сингл из дебютного альбома певца Co'N'Dorn (2012).
«Бигуди» достигла десятого места в недельном чарте продаж синглов в российском отделении магазина iTunes и получила номинацию на премию Муз-ТВ 2013 в категории «Лучшая песня».

## Предыстория и релиз
«Бигуди» была записана Дорном совместно с Романом Bestseller для его дебютного альбома в январе—феврале 2012 года.
После релиза пластинки композиция достигла 12 места в чарте продаж русскоязычной музыки портала RedStarMusic.ru, хотя ещё не была выпущена синглом. 22 октября 2012 года «Бигуди» была выпущена как сингл на радио через систему Tophit.

## Музыка и текст
«Бигуди» — это ритмичная танцевальная композиция, записанная в жанре хаус и стилистике, близкой к песне Modjo «Lady». Текст песни представляет собой монолог, в котором исполнитель рассказывает «про волосы прелестницы, накрученные на бигуди». В куплетах Дорн поёт строчки: «Если мне быть тобою — было бы страшно, знаешь, бэйба, я не скрою, на тебя смотрит каждый. А ты улыбаешься, молчишь, никому ни слова, когда каждый мечтает с тобою лова, лова». Журналисты особенно выделяли слова «каждый мечтает с тобою лова-лова».

## Реакция критики
В целом песня получила положительную оценку музыкальных журналистов, критиков и программных директоров радиостанций России, достигнув пятого места в «Экспертном чарте» портала «Красная звезда». Композиция получила номинацию на премию Муз-ТВ 2013 в категории «Лучшая песня». При этом Дорн также номинирован в этой же категории с синглом «Синими, жёлтыми, красными».

## Участники записи
- Иван Дорн — автор музыки и текста, вокал, бэк-вокал, продюсер
- Роман Мясников — продюсер, саунд-продюсер, аранжировка
- Алексей Колиоглу — автор текста

## Чарты
| Страна/территория (Чарт)          | Высшая Позиция |
| --------------------------------- | -------------- |
| (Красная звезда. Сводный чарт)    | 6              |
| (Красная звезда. Чарт продаж)     | 12             |
| (Красная звезда. Народный чарт)   | 4              |
| (Красная звезда. Экспертный чарт) | 5              |
| (Красная звезда. Радиочарт)       | 36             |
| (Tophit Общий Топ-100)            | 46             |
| (Tophit Топ-100 по заявкам)       | 13             |

## Награды и номинации
| Год  | Награда       | Номинированная работа | Категория    | Результат |
| ---- | ------------- | --------------------- | ------------ | --------- |
| 2013 | Премия Муз-ТВ | «Бигуди»              | Лучшая песня | Ожидается |